# Липовий Олександр Володимирович
Олександр Володимирович Липовий (нар. 9 жовтня 1991, Харків, Україна) — український професійний баскетболіст. Гравець баскетбольних клубів «Київ» (2007—2011), «Донецьк» (2011—2014), «Црвена Звезда» (2014), «Будівельник» (2014—2015), «Віта» (2015), «Сольнок» (2015), «Динамо» (Київ) (2016), «Трикала» (2016—2017), грецького «Промітеаса». Майстер спорту України міжнародного класу (з січня 2014).

## Біографія
Народився 9 жовтня 1991 року в Харкові, Україна.

## Спортивна кар'єра
З 2007 по 2011 рік грав за баскетбольний клуб «Київ». З 2011 року грав за баскетбольний клуб «Донецьк». БК «Донецьк» викупив трансфер баскетболіста, який підписав із донецьким клубом довгострокову угоду на 5 років. На початку 2014 року Липовий залишив БК «Донецьк». Перейшов до сербського професійного баскетбольного клубу з міста Белград — «Црвена Звезда».
У вересні 2014 року перейшов до БК «Будівельник».
У сезоні 2013—2014 рр. захисник провів 14 матчів у Чемпіонаті України «Суперліга».
З 2011 року Олександр Липовий є гравцем збірної України з баскетболу. Станом на 1 січня 2024 року провів за національну команду 67 матчів (2-й результат в історії), у яких здобув 374 очка.

### Титули
У 2011 році Липовий здобув титул віце-чемпіона України, в 2012 — чемпіон України, в 2014 — фіналіст Кубка України.